# Leucanopsis azadina
Leucanopsis azadina là một loài bướm đêm thuộc phân họ Arctiinae, họ Erebidae.